# La Familia (album de J. Balvin)
 (avril 2020).
Si vous disposez d'ouvrages ou d'articles de référence ou si vous connaissez des sites web de qualité traitant du thème abordé ici, merci de compléter l'article en donnant les références utiles à sa vérifiabilité et en les liant à la section « Notes et références ».
Pour les articles homonymes, voir La Familia.
Albums de J. Balvin
El Negocio
(2011) Energia
(2016)
Singles
1. Yo Te Lo Dije
Sortie : 24 avril 2012
2. Tranquila
Sortie : 12 novembre 2012
3. Sola
Sortie : 7 juin 2013
4. 6 AM
Sortie : 15 octobre 2013
5. La Venganza
Sortie : 7 avril 2014
6. Ay Vamos
Sortie : 22 juin 2014

La Familia est le 1er album studio du chanteur colombien, J. Balvin.
Il a été publié le 29 octobre 2013 par Capitol Latin. La Familia a été sélectionné pour le meilleur album de musique urbaine au Latin Grammy Awards 2014 et le single 6 AM pour la meilleure performance et chanson urbaine pour la même compétition. L'album a été réédité en 2014 sous le nom La Familia B Sides contenant trois nouvelles chansons et trois remixes.

## Liste des pistes

### Album normal
| No  | Titre                             | Auteur                                 | Producteurs | Durée |
| --- | --------------------------------- | -------------------------------------- | ----------- | ----- |
| 1.  | Sola                              |                                        |             | 3:48  |
| 2.  | La Venganza                       |                                        |             | 3:26  |
| 3.  | Déjate Llevar                     |                                        |             | 3:11  |
| 4.  | Mil Fantasías                     | - Balvin - Arbise González             |             | 3:41  |
| 5.  | 6 AM (featuring Farruko)          |                                        |             | 4:03  |
| 6.  | Lose Control (featuring Vein)     | - Balvin - Gavriel Aminov - Keith Ross |             | 4:54  |
| 7.  | Eras Así                          |                                        |             | 3:48  |
| 8.  | What a Creation                   |                                        |             | 2:29  |
| 9.  | Desnúdate                         |                                        |             | 3:45  |
| 10. | Imaginándote                      |                                        |             | 3:36  |
| 11. | Bajo La Luna                      |                                        |             | 4:17  |
| 12. | Live In Stereo (featuring Motiff) |                                        |             | 3:30  |
| 13. | Porque Tu                         |                                        |             | 2:56  |
| 14. | Tranquila                         |                                        |             | 3:21  |
| 15. | Yo Te Lo Dije                     |                                        |             | 3:40  |

### Face B

#### La Familia B Sides
| No  | Titre                             | Auteur                                                      | Producteurs | Durée |
| --- | --------------------------------- | ----------------------------------------------------------- | ----------- | ----- |
| 1.  | Ay Vamos                          | - Balvin - René Cano - Alejandro Patiño - Alejandro Ramírez |             | 3:46  |
| 2.  | Sola                              |                                                             |             | 3:48  |
| 3.  | La Venganza                       |                                                             |             | 3:26  |
| 4.  | Déjate Llevar                     |                                                             |             | 3:11  |
| 5.  | Mil Fantasías                     | - Balvin - Arbise González                                  |             | 3:41  |
| 6.  | 6 AM (featuring Farruko)          |                                                             |             | 4:03  |
| 7.  | Lose Control (featuring Vein)     | - Balvin - Gavriel Aminov - Keith Ross                      |             | 4:54  |
| 8.  | Eras Así                          |                                                             |             | 3:48  |
| 9.  | What a Creation                   |                                                             |             | 2:29  |
| 10. | Desnúdate                         |                                                             |             | 3:45  |
| 11. | Imaginándote                      |                                                             |             | 3:36  |
| 12. | Bajo La Luna                      |                                                             |             | 4:17  |
| 13. | Live In Stereo (featuring Motiff) |                                                             |             | 3:30  |
| 14. | Porque Tu                         |                                                             |             | 2:56  |
| 15. | Tranquila                         |                                                             |             | 3:21  |
| 16. | Yo Te Lo Dije                     |                                                             |             | 3:40  |
| 17. | Mami                              |                                                             |             | 3:07  |
| 18. | Tú Tienes Algo                    |                                                             |             | 3:09  |

## Charts

### Hebdomadaire
| Chart (2013)                                 | meilleure position |
| -------------------------------------------- | ------------------ |
| Colombie (ASINCOL)                           | 1                  |
| Mexique (AMPROFON)                           | 46                 |
| États-Unis (Top Latin Albums) (Billboard)    | 10                 |
| États-Unis (Latin Rhythm Albums) (Billboard) | 1                  |
| États-Unis (Heatseekers Albums) (Billboard)  | 36                 |

### Années 2014 et 2015
| Chart (2014)                   | Position |
| ------------------------------ | -------- |
| États-Unis US Top Latin Albums | 38       |
| Chart (2015)                   | Position |
| États-Unis US Top Latin Albums | 38       |

## Certifications
| Région             | Certification | Ventes  |
| ------------------ | ------------- | ------- |
| Argentine          | Or            | 20,000  |
| Chili (IFPI)       | Or            | 5,000   |
| Colombie (ASINCOL) | 5 × Platine   | 100,000 |
| Équateur (IFPI)    | or × Platine  | 3,000   |
| Mexique (AMPROFON) | 3 × Platine   | 330,000 |
| Pérou (IFPI)       | Platine       | 6,000   |
| Roumanie (IFPI)    | Platine       | ?       |
| Venezuela (APFV)   | Or            | 5,000   |